# Gambelia sila
Gambelia sila är en ödleart som beskrevs av Leonhard Hess Stejneger 1890. Gambelia sila ingår i släktet Gambelia och familjen Crotaphytidae. IUCN kategoriserar arten globalt som starkt hotad. Inga underarter finns listade i Catalogue of Life.
Arten förekommer i Kalifornien i USA. Honor lägger ägg.